# سبوه چولجیان
اسقف اعظم سبوه چولجیان (ارمنی: Գերաշնորհ Տեր Սեպուհ արքեպիսկոպոս Չուլջյան, առաջնորդ Գուգարաց թեմի؛ زادهٔ ۲۴ مارس ۱۹۵۹ – درگذشته ۱۹ نوامبر ۲۰۲۰) یک کشیش اهل ترکیه بود. وی از ۳ ژوئن ۱۹۹۶ تا ۱۹ نوامبر ۲۰۲۰ کشیش ارشد اسقف‌نشین گوگارک بود.

## زندگی‌نامه
وی با زادنام هایک سارکیس چولجیان (انگلیسی: Haik Sarkis Chouldjian) در ۲۴ مارس ۱۹۵۹ در ملطیه به دنیا آمد و در ۱۹ نوامبر ۲۰۲۰ در سن ۶۱ سالگی در ایروان درگذشت.

## نگارخانه

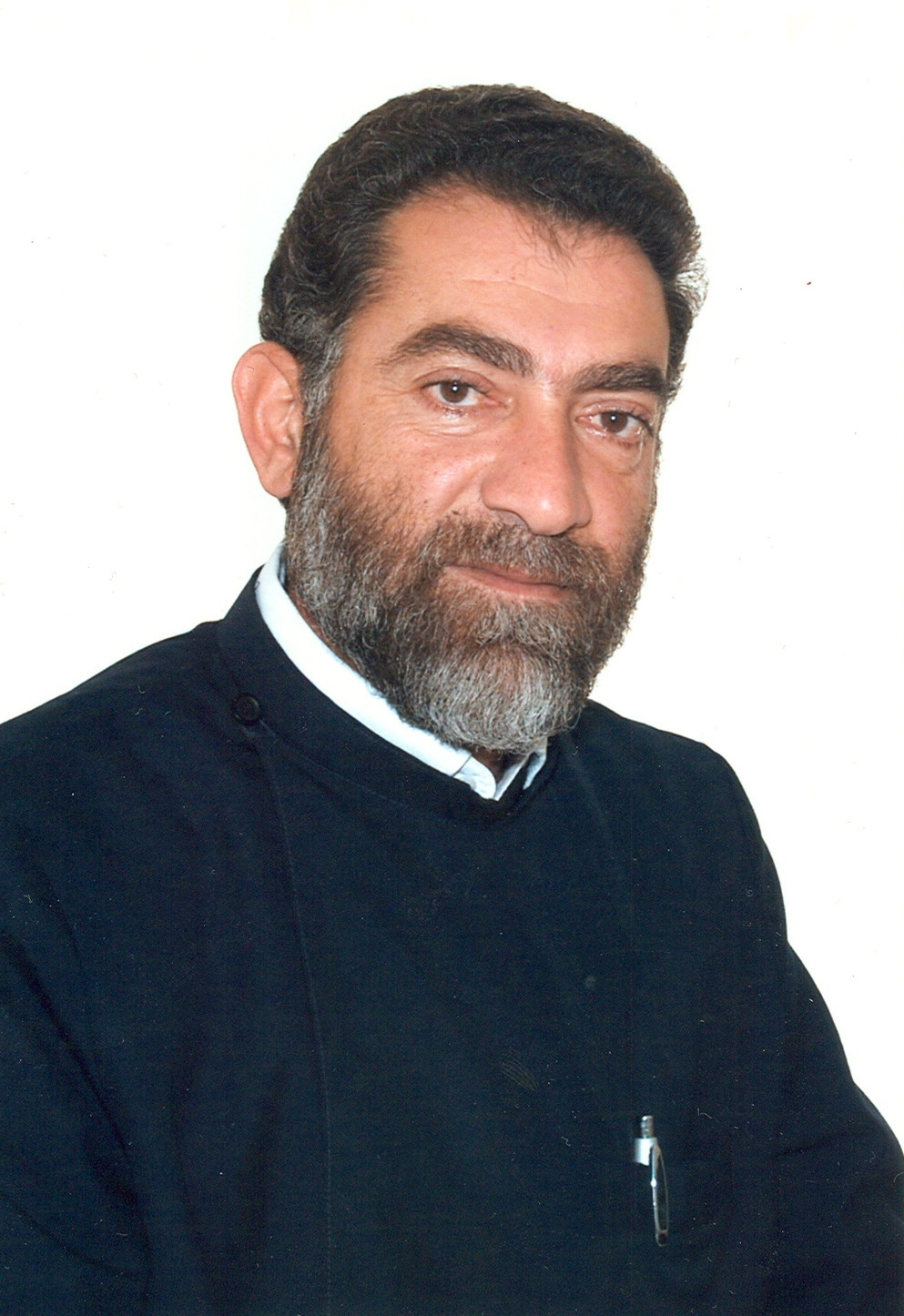
اسقف اعظم سبوه چولجیان
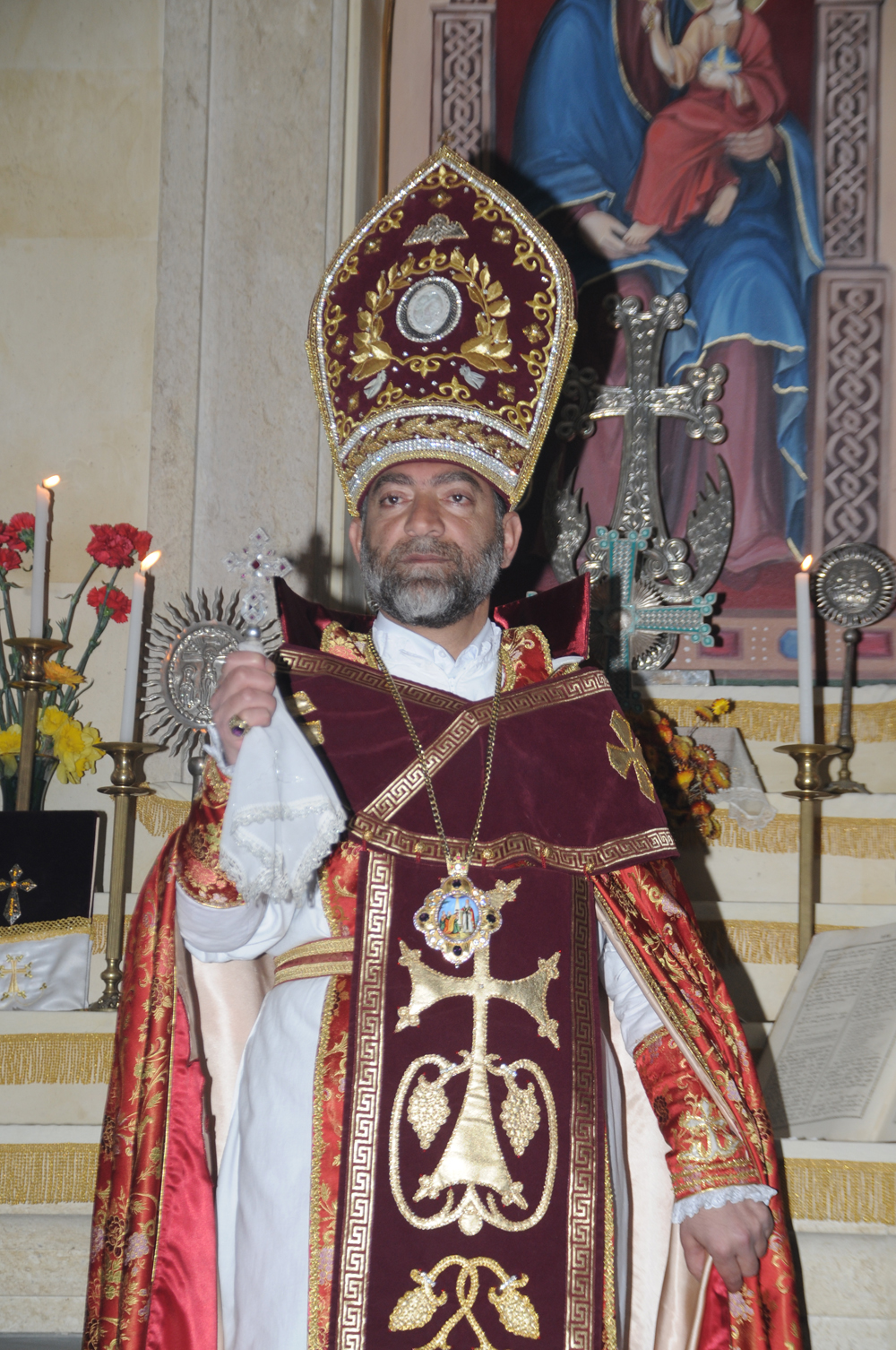
اسقف اعظم سبوه در جریان پاتاراک[الف]
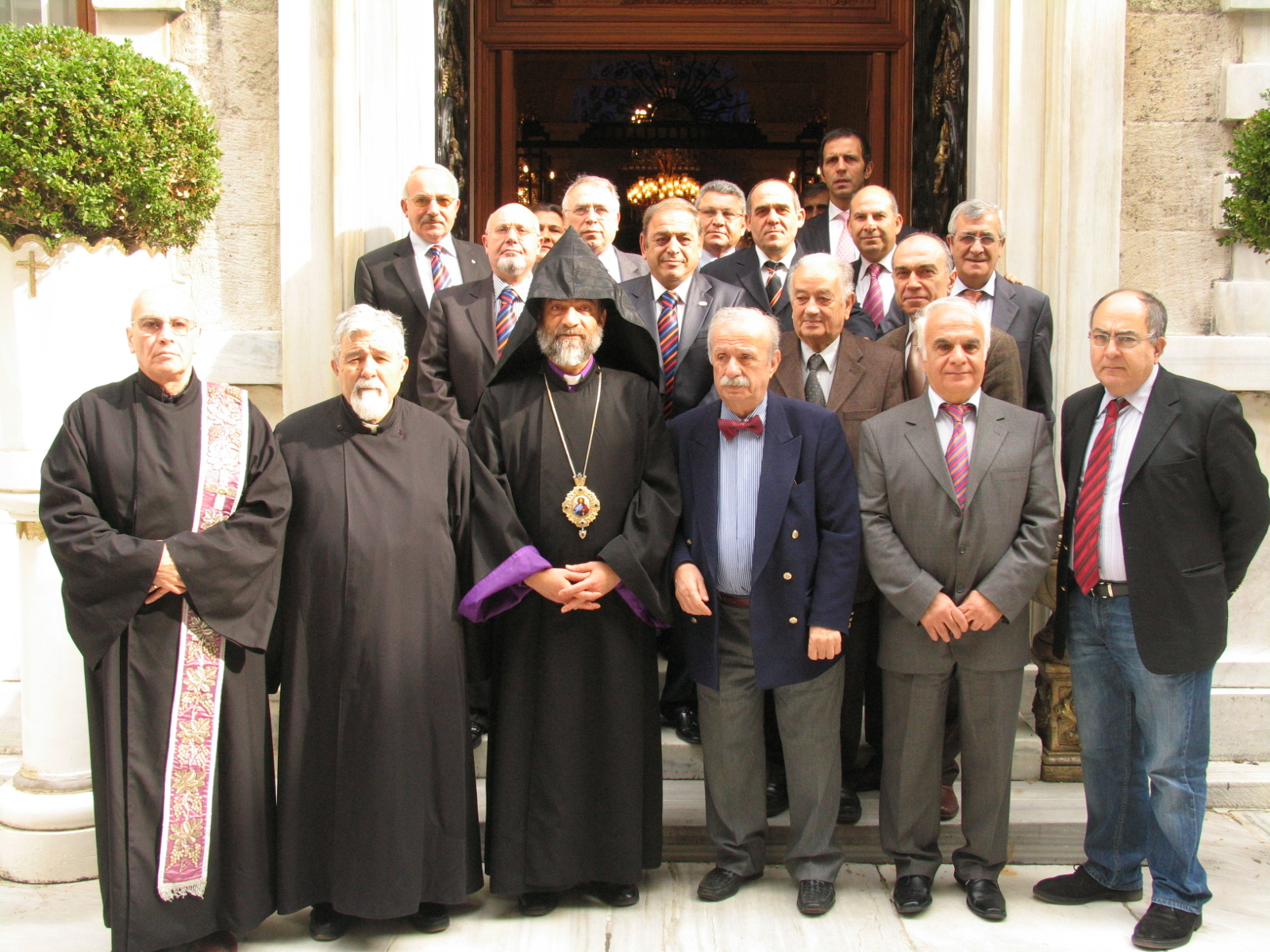
اسقف اعظم سبوه همراه با نمایندگان جامعه ارمنی استانبول
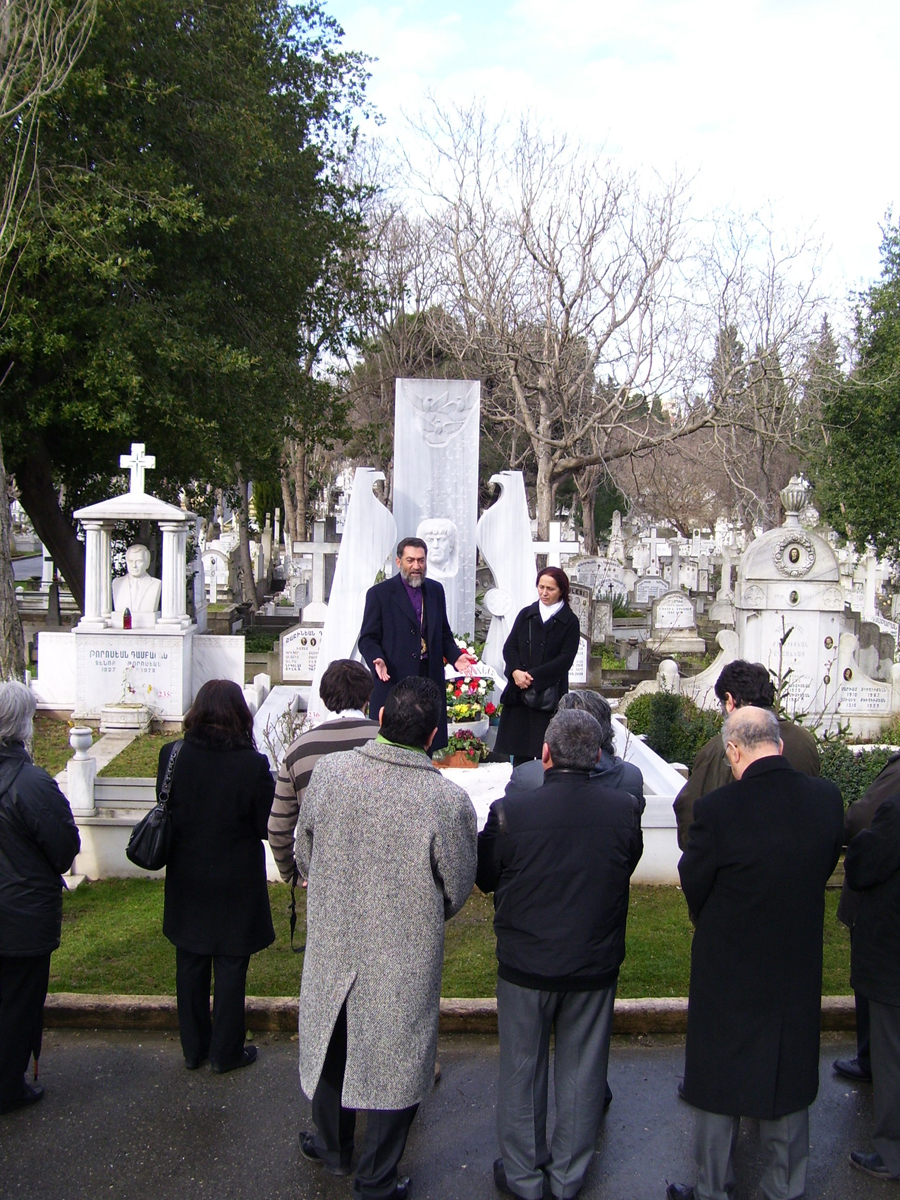
اسقف اعظم سبوه در آرامگاه هرانت دینک در استانبول،  ترکیه
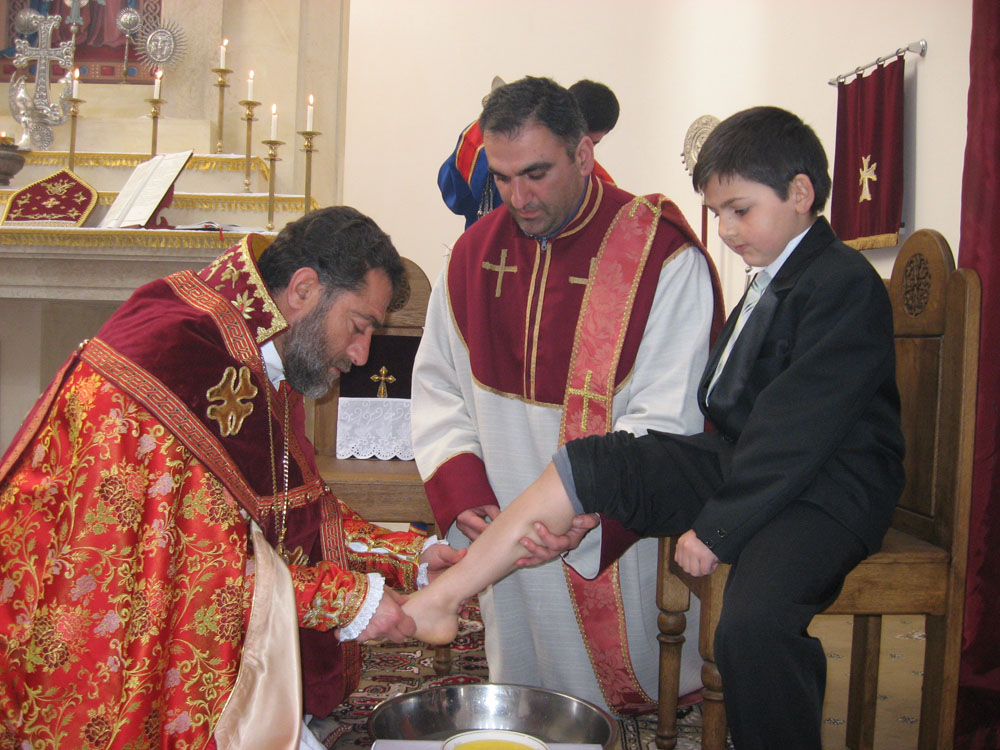
اسقف‌اعظم سبوه در حال شستن پای کودکان  در جریان مراسم پاشویان

## یادداشت
1. ↑  Liturgy